# Dédale (manga)
Pour les articles homonymes, voir Dédale (homonymie).
Dédale (百万畳ラビリンス, Hyaku man-jō rabirinsu, littéralement « Labyrinthe d'un million de tatamis ») est un manga de type seinen de Takamichi. La série est une des premières prépublications du magazine Young Comic Cherry, lancé le 10 mai 2013 pour prendre la relève du Young Comic. Elle est publiée par Shōnen Gahōsha en deux volumes reliés sortis simultanément le 10 août 2015 au Japon. La version française est éditée par Doki-Doki en deux volumes sortis en juillet 2016.

## Synopsis
Reika et Yoko sont deux étudiantes aux personnalités très différentes qui travaillent comme "dé-buggueuses" au sein de la compagnie de jeux vidéo Klein Software. Un jour, elles se retrouvent soudainement perdues dans un gigantesque bâtiment, véritable labyrinthe en tatamis, dans une réalité parallèle.
Elles vont devoir explorer pour deviner la nature de cet endroit, et tenter de s'en échapper pour pouvoir sauver l'espèce humaine. Seul indice : un message laissé par un certain Tagami sur une table basse.

## Personnages

### Reika Kubajima
Reika est une étudiante un peu tête en l'air et "spéciale", qui travaille comme débugueuse chez Klein Software. Elle est particulièrement douée pour découvrir des bugs dans les jeux vidéo, ce qui constitue sa passion. Elle se lance facilement dans la moindre aventure, et sa logique de réflexion la rend aussi à l'aise dans ce monde parallèle qu'elle est maladroite dans le monde réel.

### Yôko
Yôko est une étudiante qui travaille comme débuggueuse chez Klein Software, et la colocataire de Reika. Elle est un peu enrobée, a un petit copain qui s'appelle Akira qu'elle protège, est très terre-à-terre voire craintive dans cette situation inédite.

### Tagami
Tagami est un célèbre créateur de jeux vidéo, notamment Dungeon Tale, dont l'identité reste secrète. Il a découvert ce monde avant Reika et Yôko, et semble avoir des informations bien plus concrètes sur la situation

### Akira
Akira est le petit ami de Yôko. Un peu crédule et maladroit, il se débrouille toujours pour se mettre quelqu'un à dos et avoir des ennuis.

## Liste des volumes
| no        | Japonais       | Japonais          | Français        | Français          |
| no        | Date de sortie | ISBN              | Date de sortie  | ISBN              |
| --------- | -------------- | ----------------- | --------------- | ----------------- |
| 1         | 10 août 2016   | 978-4-7859-5601-1 | 6 juillet 2016  | 978-2-81893-631-3 |
| 2         | 10 août 2016   | 978-4-7859-5602-8 | 6 juillet 2016  | 978-2-81893-632-0 |
| Intégrale |                |                   | 2 novembre 2017 | 978-2-81894-355-7 |

## Accueil critique
L'œuvre est sélectionnée lors de l'édition 2016 du Grand prix du Manga Taishō, décerné essentiellement par les libraires japonais, et finit à la 5e place du classement.
En France, le manga reçoit un accueil critique élogieux. Stéphane Jarno de Télérama juge notamment que « ce tandem mal assorti, ces deux personnages si différents sont incroyablement crédibles et attachants. Deux petites bulles d'humanité, deux anomalies biologiques plongées dans un univers de perfection numérique où tout est ordre, calme et symétrie ».
Pour le site spécialisé BoDoï, « Takamichi livre un diptyque rondement mené, à la fraîcheur appréciable, prenant à contrepied la mouvance des récits de survie toujours plus glauques et anxiogènes. Ici, tout est lumière. [...] Deux tomes fluides et riches en surprises, un niveau qui se maintient jusqu’à la fin : pas grand chose à jeter dans ce manga divertissant, idéal pour l’été, à recommander aux passionnés de jeux vidéo – les amateurs de Portal apprécieront – et de récits à la Cube ».
Pour 9emeArt.fr, « si Dédale est aussi positif, c'est parce que l'on sent que les intentions de l'auteur le sont tout autant. Ce manga est d'abord une jolie déclaration d'amour aux jeux vidéo, aux expériences qu'il procure, aux mondes dans lesquels ils nous font voyager. Il y a une vraie volonté dans ce titre de partager cette passion de manière simple, joyeuse et généreuse ».